# Gais 1987
Fotbollsklubben Gais spelade säsongen 1987 i division I södra, som inför denna säsong hade bytt namn från division II. Trots att klubben tappat ett halvdussin ordinarie spelare sedan föregående säsong, däribland storstjärnan Samir Bakaou och skyttekungen Ulf Köhl, lyckades man vinna serien och gå upp i allsvenskan 1988.
Gais gick även till final i svenska cupen, där det dock blev förlust med 0–2 mot Kalmar FF på Råsunda i Solna.
Ulf Johansson blev Gais interna skyttekung med sina 19 mål; han var därmed den bäste målskytten i hela division I och tilldelades tillsammans med Steve Gardner Hedersmakrillen som lagets bästa spelare.

## Inför säsongen
Inför säsongen hade klubben tappat sex ordinarie A-lagsspelare: Samir Bakaou och Mikael Robertsson till Västra Frölunda, Niclas Sjöstedt till Örgryte IS, Ulf Köhl till IF Elfsborg, Ralf Jansson till IK Oddevold och Robert Zachrisson, som i stället satsade på en friidrottskarriär. Det enda namnkunniga nyförvärvet var den 33-åriga mittbacken Alan Dodd från IF Elfsborg, som tidigare hade spelat 500 ligamatcher för Stoke City FC och Wolverhampton Wanderers FC.

## Serien
På grund av de många spelarförlusterna var Gais före säsongen inte bland de favorittippade lagen. Man inledde emellertid serien starkt, med två segrar och en oavgjord på de tre första matcherna, och toppade efter tre matcher serien på fem poäng och med målskillnaden 6–0.
Med tre omgångar kvar stod det klart att toppstriden i serien skulle stå mellan Gais och Trelleborgs FF, som båda stod på 33 poäng. Inför den sista omgången, den 18 oktober 1987, var förutsättningarna att Gais måste slå Kalmar AIK hemma med minst lika många mål som Trelleborg hemma mot tabelljumbon Skövde AIK. Gais lyckades besegra Kalmar med 3–0 efter mål av Steve Gardner, Ulf Johansson och Jan Lundqvist, samtidigt som Trelleborg bara fick 2–2 mot Skövde. Gais var därmed tillbaka i allsvenskan efter tolv år.

### Tabell
| Nr | Lag             | S  | V  | O  | F  | GM | IM | MS  | P  |
| -- | --------------- | -- | -- | -- | -- | -- | -- | --- | -- |
| 1  | Gais            | 26 | 15 | 7  | 4  | 47 | 16 | +31 | 37 |
| 2  | Trelleborgs FF  | 26 | 12 | 12 | 2  | 47 | 20 | +27 | 36 |
| 3  | Kalmar AIK      | 26 | 12 | 7  | 7  | 38 | 33 | +5  | 31 |
| 4  | Myresjö IF      | 26 | 10 | 8  | 8  | 45 | 41 | +4  | 28 |
| 5  | IK Oddevold     | 26 | 10 | 6  | 10 | 39 | 36 | +3  | 26 |
| 6  | Åtvidabergs FF  | 26 | 7  | 11 | 8  | 28 | 28 | 0   | 25 |
| 7  | Ifö/Bromölla IF | 26 | 8  | 9  | 9  | 27 | 30 | −3  | 25 |
| 8  | Mjällby AIF     | 26 | 6  | 13 | 7  | 23 | 29 | −6  | 25 |
| 9  | BK Häcken       | 26 | 9  | 7  | 10 | 24 | 31 | −7  | 25 |
| 10 | Landskrona BoIS | 26 | 8  | 8  | 10 | 24 | 33 | −9  | 24 |
| 11 | IFK Hässleholm  | 26 | 6  | 10 | 10 | 28 | 30 | −2  | 22 |
| 12 | Karlskrona AIF  | 26 | 7  | 8  | 11 | 24 | 33 | −9  | 22 |
| 13 | Kalmar FF       | 26 | 8  | 5  | 13 | 30 | 38 | −8  | 21 |
| 14 | Skövde AIK      | 26 | 5  | 7  | 14 | 23 | 43 | −20 | 17 |

### Seriematcher
| Lag             | Hemma | Borta |
| --------------- | ----- | ----- |
| Trelleborgs FF  | 1–1   | 1–1   |
| Kalmar AIK      | 3–0   | 1–0   |
| Myresjö IF      | 3–0   | 0–1   |
| IK Oddevold     | 4–1   | 3–0   |
| Åtvidabergs FF  | 4–0   | 1–0   |
| Ifö/Bromölla IF | 3–0   | 1–3   |
| Mjällby AIF     | 4–3   | 1–1   |
| BK Häcken       | 1–0   | 4–0   |
| Landskrona BoIS | 2–0   | 1–0   |
| IFK Hässleholm  | 1–0   | 1–1   |
| Karlskrona AIF  | 1–1   | 0–1   |
| Kalmar FF       | 0–0   | 3–1   |
| Skövde AIK      | 0–0   | 4–0   |

### Spelarstatistik
| Namn               | Matcher | Mål |
| ------------------ | ------- | --- |
| Ulf Johansson      | 26      | 19  |
| Steve Gardner      | 26      | 7   |
| Alan Dodd          | 26      | 2   |
| Lenna Kreivi       | 26      | 2   |
| Mikael Blomqvist   | 26      | 1   |
| Sören Järelöv (mv) | 26      | 0   |
| Mikael Johansson   | 25      | 1   |
| Magnus Gustafsson  | 24      | 7   |
| Tony Persson       | 24      | 4   |
| Lallo Fernandez    | 23      | 0   |
| Jan Lundqvist      | 22      | 3   |
| Torbjörn Bergström | 22      | 1   |
| Jukka Ohtonen      | 17      | 0   |
| Michael Bäckegren  | 7       | 0   |
| Mikael Göransson   | 6       | 0   |
| Fredrik Elofsson   | 1       | 0   |
| Kent Olsson        | 1       | 0   |

## Svenska cupen
I cupsemifinal mötte Gais allsvenska Malmö FF borta på Malmö stadion. Matchen slutade 0–0 efter förlängning, och det blev avgörande på straffsparkar. Gais målvakt Sören Järelöv räddade två straffar och Gais vann straffläggningen med 3–1 efter mål av Tony Persson, Ulf Johansson och Mikael Johansson.
I cupfinalen den 29 juni 1987 mötte Gais seriekollegan i division I södra Kalmar FF på Råsunda i Solna. Efter ett tidigt ledningsmål för Kalmar hade göteborgarna inte mycket att sätta emot, och smålänningarna vann med 2–0.